# Непальське астрономічне товариство
Непальське астрономічне товариство (англ. Nepal Astronomical Society, NASO) — це непальська спільнота професійних астрономів та інших зацікавлених осіб зі штаб-квартирою в Катманду. Його основна мета полягає в сприянні розвитку астрономії, астрофізики та інших тісно пов’язаних галузей науки за допомогою різноманітних просвітницьких та освітніх заходів, а другорядна мета включає сприяння дослідженням в астрономії та астрофізиці.
Товариство проводить Національну олімпіаду з астрономії та організовує різні програми, такі як Всенепальська кампанія з пошуку астероїдів. 
Непальське астрономічне товариство проводить ряд заходів для школярів і вчителів як самостійно, так і в співпраці з іншими організаціями, такими як Центральний факультет фізики Трібхуванського університету, Факультет фізики Кампусу Прітхві Нараяна в Покхарі, Непальська академія науки і технологій (NAST), Астрономічне товариство Покхари (PAS).